# Mittenwald
Mittenwald ist ein Markt im oberbayerischen Landkreis Garmisch-Partenkirchen im oberen Isartal, etwa 80 Kilometer südlich von München zwischen dem Karwendel- und dem Wettersteingebirge und unmittelbar an der Grenze zu Österreich. Der Ort ist Deutschlands höchstgelegener Luftkurort. Die Mittenwalder Karwendelbahn ist die zweithöchste Luftseilbahn Deutschlands.
Der Markt bildet mit Krün und Wallgau den Tourismusverbund Alpenwelt Karwendel, der die Region ganzjährig als Ausgangspunkt für Sport- und Freizeitaktivitäten wie Wandern, Bergsteigen, Klettern sowie alpinen Skilauf und Skilanglauf vermarktet. Das Dammkar ist Deutschlands längste Skiabfahrt. Die Strecke misst 7,5 km.

## Geographie

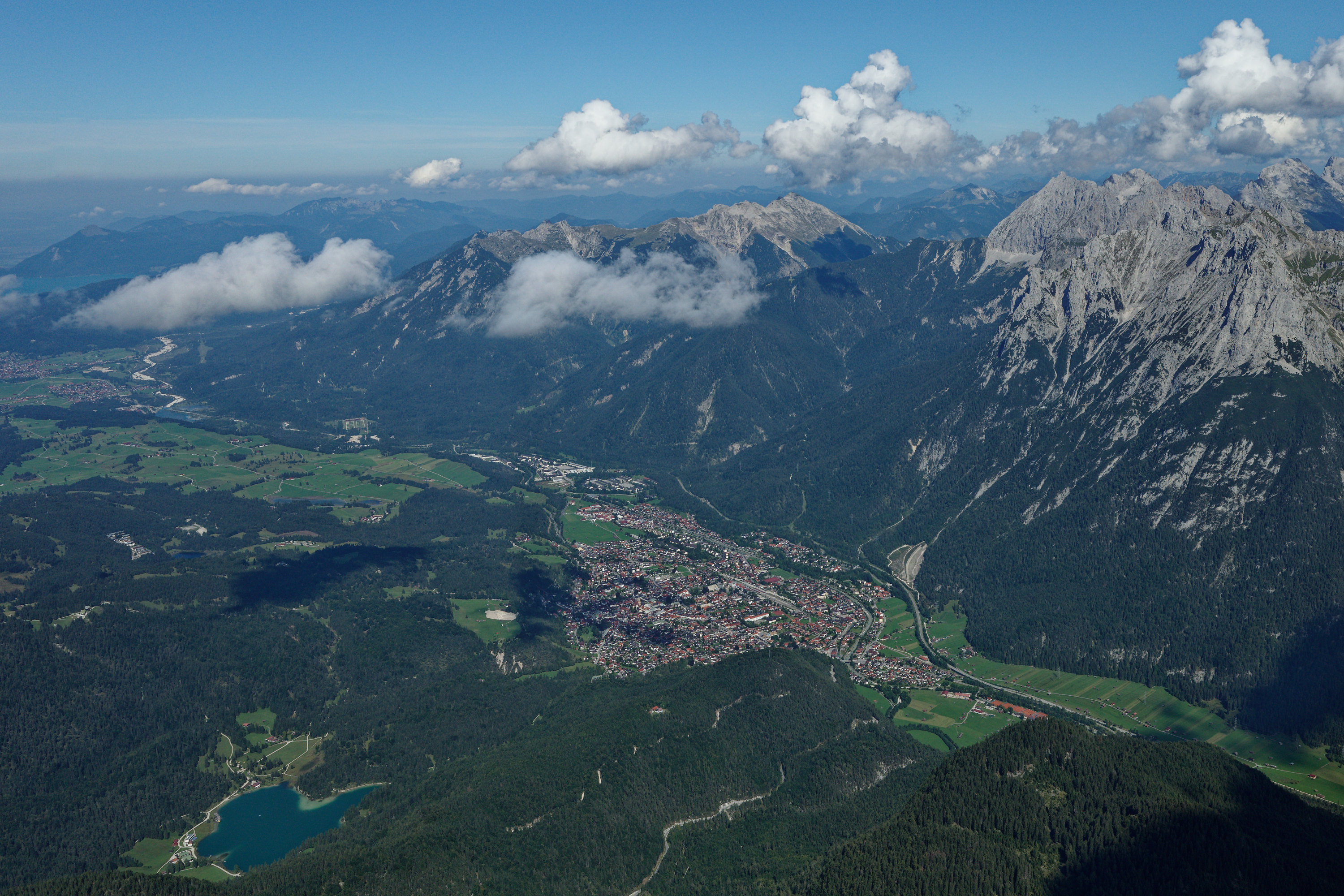
Mittenwald mit Lautersee vor Soierngruppe und Nördlicher Karwendelkette

### Lage
Mittenwald liegt in der Region Oberland und zugleich im Werdenfelser Land. Westlich des auf rund 912 m ü. NHN gelegenen Ortes befinden sich die beiden Bergseen Lautersee und Ferchensee und das Wettersteingebirge. Östlich entlang des Mittenwalder Ortszentrums fließt die Isar, über der die Gipfel des Karwendel aufragen.

### Gemeindegliederung
Die Gemeinde hat 12 Gemeindeteile (in Klammern ist der Siedlungstyp angegeben):
- Am Brunnstein (Weiler)
- Am Ferchensee (Einöde)
- Am Gletscherschliff (Einöde)
- Am Horn (Weiler)
- Am Quicken (Dorf)
- Am Schmalensee (Siedlung)
- Am Seinsbach (Einöde)
- Beim Gerber (Weiler)
- Buckelwiesen (Weiler)
- Lautersee (Weiler)
- Mittenwald (Hauptort)
- Wildensee (Einöde)

Mittenwald ist der mit Abstand größte Gemeindeteil.

### Klima

Niederschlagsdiagramm

Der Jahresniederschlag beträgt 1437 mm und liegt damit im oberen Drittel der von den Messstellen des Deutschen Wetterdienstes erfassten Werte. Über 96 % zeigen niedrigere Werte an. Der trockenste Monat ist der Februar; am meisten regnet es im Juli. Im niederschlagsreichsten Monat fällt ca. 2,9mal mehr Regen als im trockensten Monat. Die jahreszeitlichen Niederschlagschwankungen liegen im oberen Drittel.

## Geschichte

### Name
Der Ortsname geht auf das ausgedehnte Waldgebiet zurück, das sich schon in römischer Zeit zwischen den heutigen Orten Leithen bei Reith bei Seefeld und Klais sowie Krün erstreckte.
Chronologische Reihenfolge der Namensgebung:
- 1080/1098: media silva
- 1120/26: Scernizwalt
- 1158: Mittinuualde
- 1173/1174: Mittenwalde
- 1336: Medewald (nach Reisebericht von Albert von Stede [sic!])
- bis 1718: Müttenwaldt
- bis 1742: Mittenwaldt
- 1743: Mittenwalt
- Ab 1744: Mittenwald

1288 ist ein Prennerius de Mittenwalde auf dem Gebiet des Brennerpasses urkundlich belegt. Das dortige Waldgebiet auf der Passhöhe wurde damals als 'Mittenwald' bezeichnet und später nach ihm benannt.

### Geschichtlicher Hintergrund

Mittenwald 1700 auf einem Gemälde im Fürstengang Freising

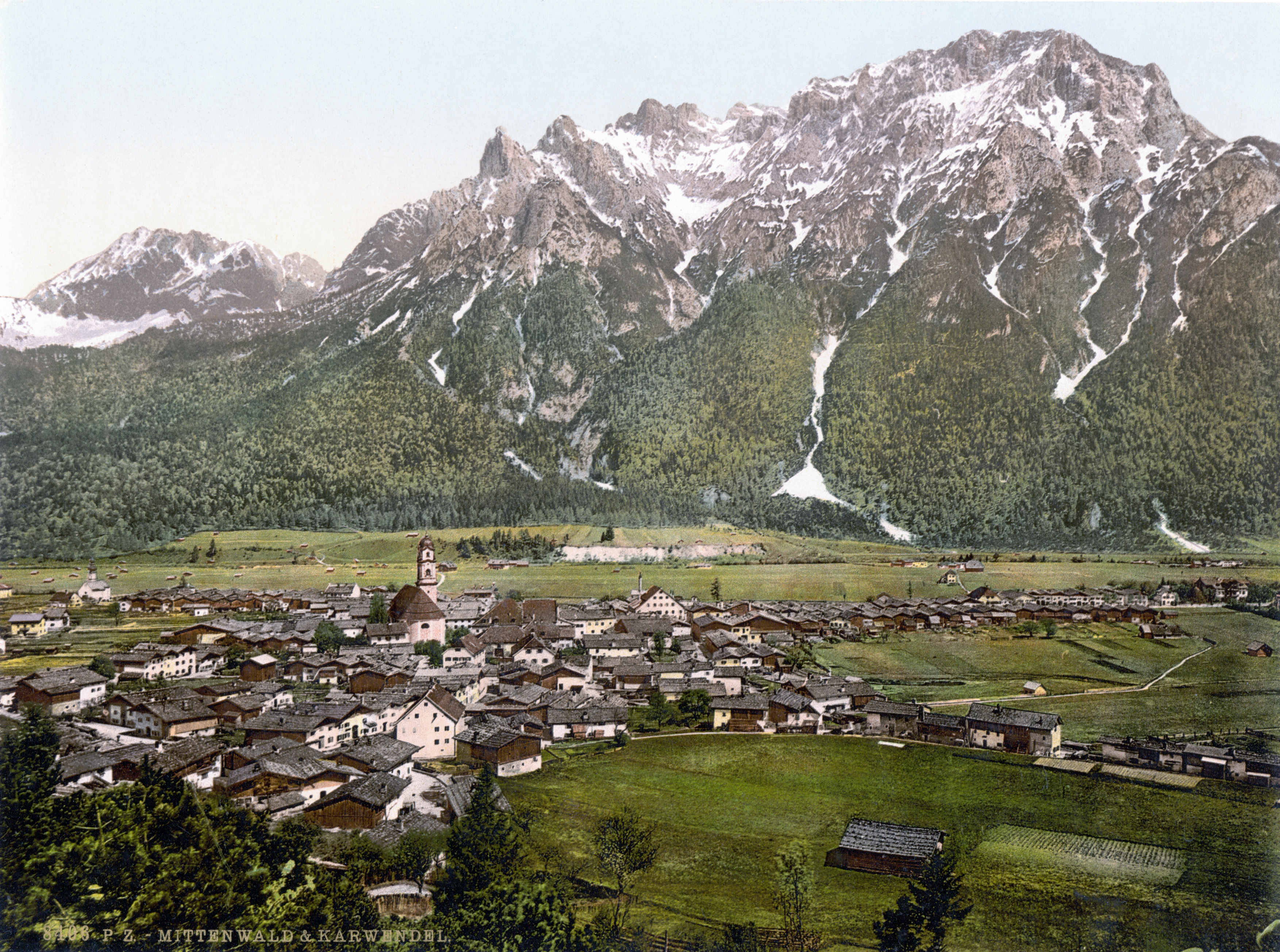
Mittenwald und Karwendel um 1900

In antiker Zeit verlief durch Mittenwald die Römerstraße Via Raetia über den Seefelder Sattel und den Brenner. Nach ihrer Befestigung als Fahrstraße im 2. Jahrhundert. n. Chr. unter Kaiser Septimius Severus lief sie der über Fern- und Reschenpass verlaufenden Via Claudia Augusta, die ebenfalls Augsburg (Augusta Vindelicum) und Bozen (Pons Drusi) verband, den Rang als wichtigste Verbindung ab. Auf Mittenwalder Gebiet könnte die von der Tabula Peutingeriana erwähnte Straßenstation Scarbia gelegen sein. Ein römischer Meilenstein wurde um das Jahr 1500, und zwei weitere im Jahre 1996 und 1997 bei Mittenwald gefunden.
Die Römer nannten den Karwendel um 200 nach Christus „mons nigris“ also Schwarzer Berg. Der Name Schwarzenberg war bis zum Dreißigjährigen Krieg gebräuchlich. Noch heute zeugt der Straßenname „Am Schwarzenfeld“ von dieser Zeit.
Der Militärhistoriker und Experimentalarchäologe Marcus Junkelmann überquerte 1985 mit acht rekonstruierten Römischen Legionären die Alpen. Die Route verlief zunächst von Verona über Trient, dann über den Brenner und Mittenwald nach Augsburg.
Der Ort geht auf eine im Scharnitzwald gelegene Rodungssiedlung zurück und wurde erstmals 1096 als in media silva und in den Jahren 1120/26 mit der deutschen Bezeichnung Scernizwalt urkundlich erwähnt. 1305 wurde ihm das Marktrecht verliehen.
Die Wälder der Umgebung waren Grundlage für das Gewerbe der Flößerei. Die Zunft der Flößer verfügte in Mittenwald über 20 Meister und zahlreiche Gesellen. Siehe auch: Flößerei auf der Isar

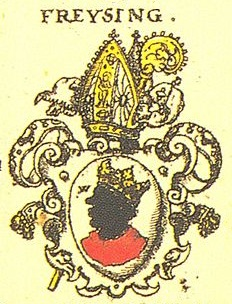
Historisches Wappen des Bistums Freising

Mittenwald war einer der Hauptorte der zwischen Tirol und Bayern gelegenen ehemaligen Grafschaft Werdenfels, die von 1294 bis zur Säkularisation 1802 dem Hochstift Freising angehörte und erst durch den Reichsdeputationshauptschluss 1803 an Bayern fiel. Daher enthält das Gemeindewappen von Mittenwald auch den „Freisinger Mohren“.
Im Mittelalter bedeutender Umschlagplatz auf der Handelsroute vom unteren Weg von Augsburg/Nürnberg nach Venedig, profitierte Mittenwald ab dem ausgehenden 15. Jahrhundert vom Rottfuhrwesen, dem zwischen 1487 und 1679 von Erzherzog Sigmund dem Münzreichen wegen des Kriegs mit der Republik Venedig nach Mittenwald verlegten Bozener Markt und dem transalpinen Fernhandel über die Via Imperii.
Am Ende des 17. Jahrhunderts entfalteten sich unter diesen Voraussetzungen neue Gewerbe wie die Bortenwirkerei, die Filetseidenstickerei und ab 1689 der Geigenbau, begründet durch Matthias Klotz. Seitdem entwickelte sich Mittenwald neben dem sächsischen Markneukirchen bis heute zum bedeutendsten Zentrum des Streich- und Zupfinstrumentenbaus in Deutschland (siehe unten).
Auf seiner ersten Italienreise übernachtete Johann Wolfgang von Goethe 1786 im noch heute existierenden Goethehaus. Er nannte diesen Ort „ein lebendiges Bilderbuch“. Ob Martin Luthers Romreise über Mittenwald verlief, wird bis heute diskutiert.
Napoleons Soldaten konnten 1805 mit der Hilfe der Mittenwalder die Leutascher Schanze über den „Franzosensteig“ ohne nennenswerte Verluste einnehmen. Dieser Pfad ist heute ein beliebter Wanderweg.
Am 17. August 1836 brach in Mittenwald die erste Cholera-Epidemie in Bayern aus. Zur Erforschung der Ursachen des Ausbruchs und zu ihrer Eindämmung wurde Dr. Karl Pfeufer von der Bayerischen Staatsregierung als ärztlicher Regierungskommissar nach Mittenwald beordert. Er ließ die Straßen und Abwasserkanäle reinigen, richtete eine ärztliche "Behandlungsanstalt" mit zwölf Ärzten und einem Apotheker ein, sowie ein Leichenhaus und eine kostenlose Suppenküche für die Bevölkerung. Im Verlauf der Epidemie erkrankten 145 Bewohner in 118 Häusern an Cholera, wovon 58 starben (40 %). Betroffen waren überwiegend ältere und ärmere Menschen aber auch Kinder. Vereinzelte Fälle traten auch in Krün, Wallgau, Klais und Scharnitz auf. Am 30. Oktober 1836 trat der letzte Cholera Fall in Mittenwald auf.
Der Kunstmaler Fritz Prölß, der auch bei Franz Defregger studierte, verbrachte viele Sommer in Mittenwald.
Der Elektroingenieur-Pionier und Gründer des Deutschen Museums, Oskar von Miller, erbaute das Wasserkraftwerk am Mühlbach, das 1898 feierlich eröffnet wurde.

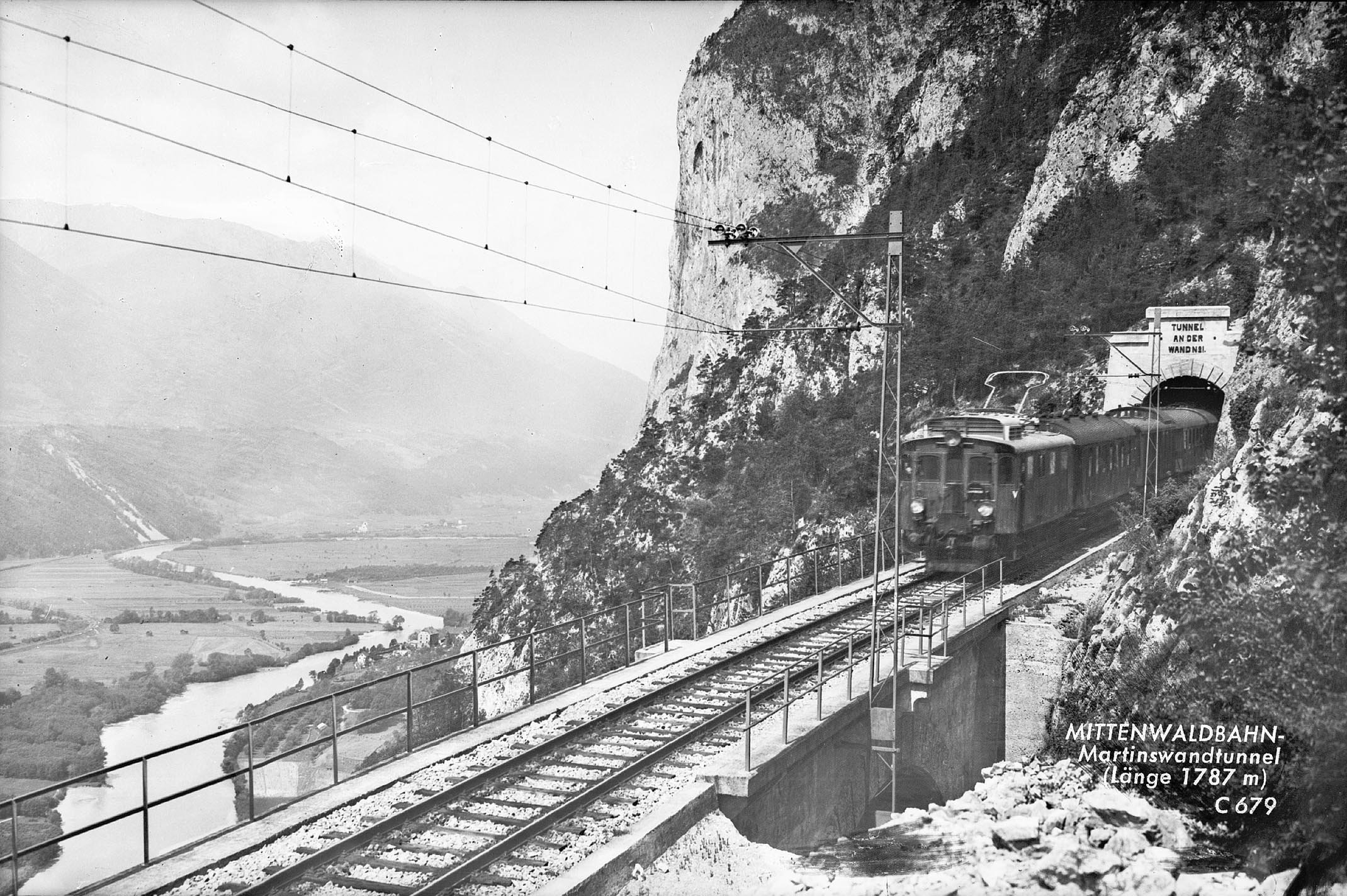
Mittenwaldbahn Martinwandstunnel

Mit der Eröffnung der Mittenwaldbahn zwischen Garmisch-Partenkirchen und Innsbruck 1912 kam der Fremdenverkehr in den Ort. Auf bayerischer Seite wurde sie anfangs noch mit Dampflokomotiven betrieben, weil das Walchenseekraftwerk noch nicht fertiggestellt war.
Mittenwald wurde in den 1930er Jahren Garnison und Ausbildungszentrum der Gebirgstruppe der Wehrmacht. Dort fanden mehrfach Belastungsproben an den damals neuartigen Halbkettenfahrzeugen statt. Seit 1956 hat es diese Funktion erneut im Rahmen der Bundeswehr. Karl-Theodor zu Guttenberg absolvierte seinen Wehrdienst 1991 im Gebirgsjägerbataillon 233. Der Militärhistoriker und General a. D. Klaus Reinhardt diente in den 60er Jahren auch in Mittenwald.
1937/38 wurden in Mittenwald mehrere „Judenabwehrschilder“ aufgestellt. Dies organisierte der damalige Kurdirektor von Garmisch-Partenkirchen Hans Reitinger, der Mitglied im „Kameradenkreis Werdenfels“ war.
Im Sommer 1944 stürzte ein US-Bomber des Typs B17 „Flying Fortress“ im Riedboden ab. Alle neun Besatzungsmitglieder überlebten.

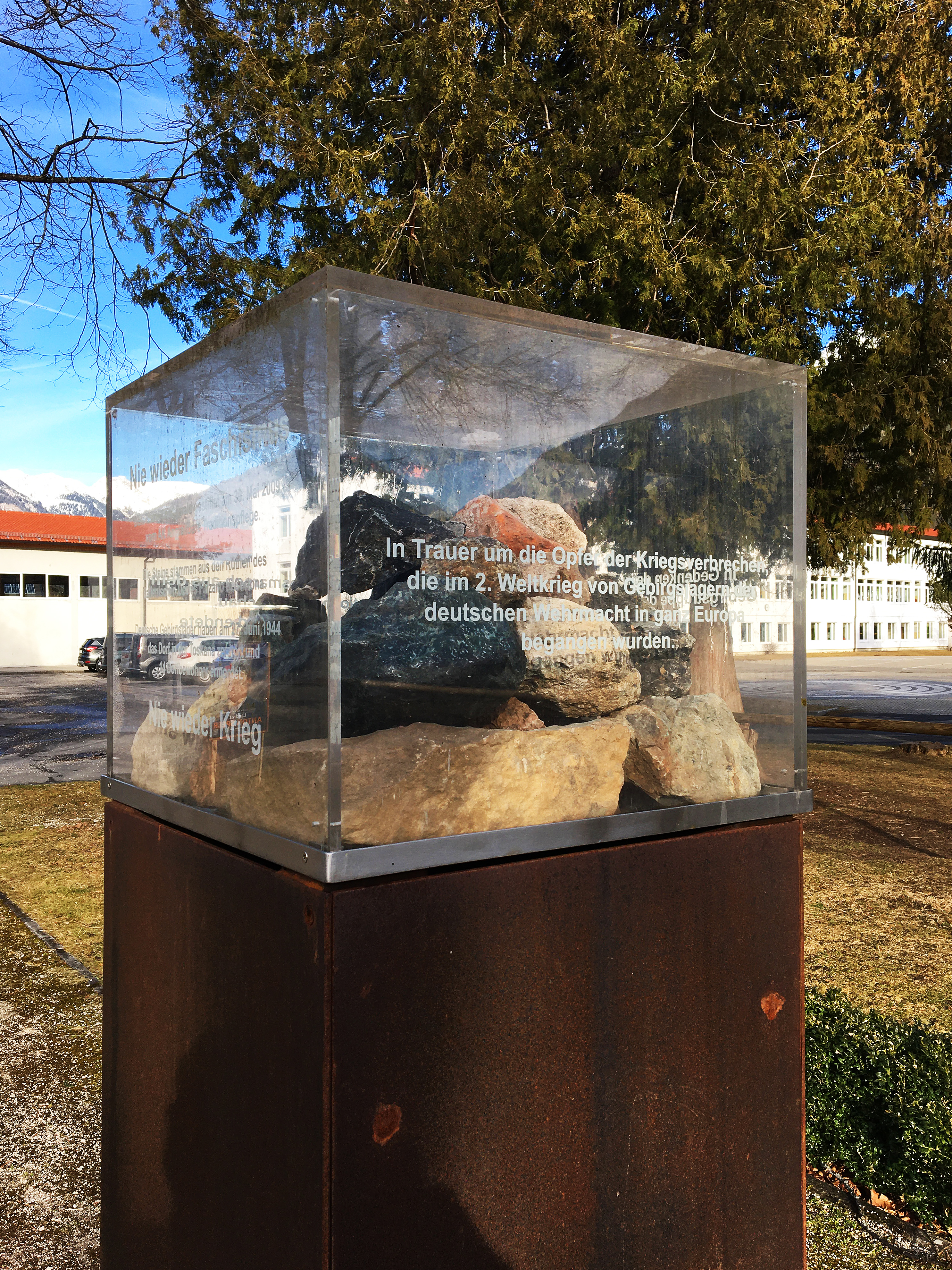
Mahnmal gegen Krieg und Faschismus am Mauthweg

Bei Mittenwald endete Ende April 1945 einer der „Evakuierungstransporte“ aus dem KZ Dachau. Daran und an die Opfer der Kriegsverbrechen, die im Zweiten Weltkrieg von den Gebirgsjägern der deutschen Wehrmacht in ganz Europa begangen wurden, erinnert das Mahnmal auf dem Gelände der Grund- und Mittelschule am Mauthweg, das am 21. März 2010 eingeweiht wurde.
Nach dem Ende des Zweiten Weltkrieges 1945 gehörte Mittenwald zur Amerikanischen Besatzungszone. Die Militärverwaltung errichtete von April 1946 bis Ende Januar 1952 ein DP-Lager für jüdische und ukrainische sogenannte Displaced Persons (DPs). Unter den Flüchtlingen befanden sich zum Teil heimatlose Ausländer und Angehörige der Wlassow-Armee. Auch Polen, Weißrussen und Russen waren unter ihnen vertreten. Die osteuropäischen DPs wurden in der Gebirgsjägerkaserne und im Lager Luttensee (der heutigen Luttensee-Kaserne) untergebracht, für die jüdischen DPs wurden einige Mittenwalder Hotels requiriert. Die Weißrussen errichteten in der Nähe der Luttensee-Kaserne ein Denkmal für die Teilnehmer des Sluzker Aufstands.
In den Jahren 2002 bis 2009 demonstrierten vorwiegend linke Gruppierungen mit Unterstützung der Vereinigung der Verfolgten des Naziregimes – Bund der Antifaschistinnen und Antifaschisten gegen eine Gedenkfeier, die der Kameradenkreis der Gebirgstruppe mit Unterstützung der Bundeswehr seit den 1950er Jahren an Pfingsten am Ehrenmal auf dem Hohen Brendten ausrichtet.
Während des Kalten Krieges tagte am 26. und 27. Mai 1971 die Nukleare Planungsgruppe der NATO in Mittenwald.
Mittenwald war Drehort einiger Heimatfilme wie z. B. „Der Geigenmacher von Mittenwald“ aus dem Jahr 1950. 1940 drehte Leni Riefenstahl den Film „Tiefland“. In den 70ern wurden am Wildensee zwei Porno Filme gedreht.
Durch den Roman „Nazigold“ von 1984 wurde Mittenwald weltweit bekannt. Seitdem ist dieser Ort immer wieder Ziel von Schatzsuchern aus aller Welt.
Der Hochwasserschutz an der Isar wurde 2012 fertiggestellt. Dieser Schutz wurde nach den Hochwassern von 1999 und 2005 dringend notwendig.
2020 wurde eine neue Schiller-Linde im Kurpark Puit gepflanzt und eingeweiht.
Eine Petition forderte im Jahr 2020 die Entfernung des Mohrenkopfes im Wappen.

### Einwohnerentwicklung
Bei der Haus – und Volkszählung 1624 wurden im Untergericht Mittenwald mit Krün und Wallgau 344 Haushalte und 1646 Einwohner gezählt, in Mittenwald selbst 294 Haushalte und 1324 Einwohner. 1836 hatte der Markt Mittenwald ca. 1800 Einwohner in 200 Häusern.
Zwischen 1988 und 2018 sank die Einwohnerzahl von 7998 auf 7336 um 662 Einwohner bzw. um 8,3 %.

## Politik

### Gemeinderat
| Partei / Liste                           | Wahl 2008     | Wahl 2008 | Wahl 2014     | Wahl 2014 | Wahl 2020     | Wahl 2020 |
| Partei / Liste                           | Stimmenanteil | Sitze     | Stimmenanteil | Sitze     | Stimmenanteil | Sitze     |
| ---------------------------------------- | ------------- | --------- | ------------- | --------- | ------------- | --------- |
| Christlich-Soziale Union in Bayern (CSU) | 57,4 %        | 12        | 55,52 %       | 11        | 42,66 %       | 9         |
| SPD Bayern (SPD)                         | 04,6 %        | 01        | 09,66 %       | 02        | 18,82 %       | 4         |
| Vereinigung der freien Wähler            | 26,3 %        | 05        | 23,38 %       | 05        | 31,14 %       | 6         |
| Bürgervereinigung Mittenwald             | 11,6 %        | 02        | 11,44 %       | 02        | 07,38 %       | 1         |
| Wahlbeteiligung                          | 58,1 %        | 58,1 %    | 52,46 %       | 52,46 %   | 63,17 %       | 63,17 %   |

### Bundestagswahlen 2017
Bei der Bundestagswahl 2017 erreichte die Christlich-Soziale Union in Bayern 52,12 % der Zweitstimmen. Das ist ein Verlust zu den letzten Gemeinderatswahlen 2014 von 3,4 %. Die Wahlbeteiligung lag bei 76,55 %.
| Partei / Liste                  | Wahlergebnis | Wahlergebnis |
| Partei / Liste                  | Erststimmen  | Zweitstimmen |
| ------------------------------- | ------------ | ------------ |
| CSU                             | 53,18 %      | 52,12 %      |
| SPD                             | 21,34 %      | 09,17 %      |
| AfD                             | 09,62 %      | 12,93 %      |
| FDP                             | 05,88 %      | 09,85 %      |
| Bündnis 90/Die Grünen           | 03,53 %      | 04,71 %      |
| Die Linke                       | 03,01 %      | 04,06 %      |
| Bayernpartei                    | 02,24 %      | 01,13 %      |
| Ökologisch-Demokratische Partei | 01,20 %      | 00,–         |
| Freie Wähler Bayern             | 00,–         | 01,13 %      |
| sonstige                        | 00,–         | 02,97 %      |

### Bürgermeister
Dem seit 1996 amtierenden Bürgermeister Hermann Salminger von der Vereinigung der freien Wähler folgte bei den Wahlen – ohne Gegenkandidaten – 2008 Adolf Hornsteiner (CSU) mit 90,2 Prozent aller Stimmen. Seit Mai 2020 amtiert Enrico Corongiu (SPD) als Erster Bürgermeister, der mit 52,47 Prozent die Stichwahl bei den Kommunalwahlen 2020 gewann.

### Wappen
| Wappen von Mittenwald | Blasonierung: „In Rot drei grüne Tannen, deren äußere auf beiderseits ansteigenden silbernen Felsen stehen; der Stamm der mittleren ist überdeckt mit einem auf dem Felsen stehenden, golden gekrönten schwarzen Mohrenkopf.“ |
| Wappen von Mittenwald | Wappenbegründung: Die drei Tannen ergeben ein für den Namen Mittenwald redendes Bild. Die beiderseits ansteigenden Felsen geben einen Hinweis auf die geografische Lage der Gemeinde zwischen Karwendel- und Wettersteingebirge. Der Mohrenkopf, das heraldische Zeichen des Bischofs von Freising, verweist auf die Landesherrschaft des Hochstifts Freising über das zur Grafschaft Werdenfels gehörende Untergericht Mittenwald von 1294 bis zur Auflösung des Hochstifts 1803. Das Wappen wurde dem Markt Mittenwald von Bischof Berthold von Wachingen [sic!] in seiner Eigenschaft als Landesherr des Werdenfelser Gebietes am 20. Juni 1407 verliehen und stellt damit die erste urkundlich feststellbare Wappenverleihung für eine heute bayerische Gemeinde überhaupt dar. Beschreibung des Wappens nach einer beglaubigten Abschrift (aus dem Jahr 1812) des überlieferten Wappenbriefs:„[…] daz die Veldtung des Schildts rot say undt darin an jedweder Seitn ein weisser Pergk und zwischen denselb zwey Pergck drey grüner Bäum undt unter den Bäum soll seyn ein morenhauptl mit einer alten rothen kron […]“Wahrscheinlich stammt aus demselben Jahr der Wappenverleihung (1407) ein prachtvoll geschnittenes Siegel mit der Umschrift:„sigillum communitatis de mittenwald“Dieses Siegel weist zwar geringe Abweichungen gegenüber der Wappenbeschreibung auf, zeigt aber die ausschlaggebenden Merkmale des Wappens (Mohrenkopf, Tannen, Berge). Einer begründeten Vermutung nach Hupp, wurde das Siegel von demselben Goldschmied (Göbl) gefertigt, der 1402 das Stadtsiegel für München schnitt. |

### Flagge
Die Flagge des Ortes ist grün-weiß-grün (1:1:1) gestreift und mittig mit dem Gemeindewappen belegt.

### Gemeindepartnerschaften
Es besteht eine Partnerschaft mit der schleswig-holsteinischen Stadt Wyk auf Föhr.

## Wirtschaft
Die Haupteinnahmequelle des Ortes stellt mit Abstand der Tourismus dar. Es gibt rund 600 Beherbergungsbetriebe mit ca. 5400 Betten sowie etwa 70 Restaurationsbetriebe. Neben einer gut ausgebauten Infrastruktur (u. a. Tennishalle, Sessellift, Karwendelbahn, Skigebiet am Kranzberg) ist Mittenwald auch bekannt für sein altüberliefertes kulturelles Brauchtum. Alle fünf Jahre findet dort der „Bozner Markt“ statt, außerdem alle vier Jahre der Internationale Geigenbauwettbewerb.

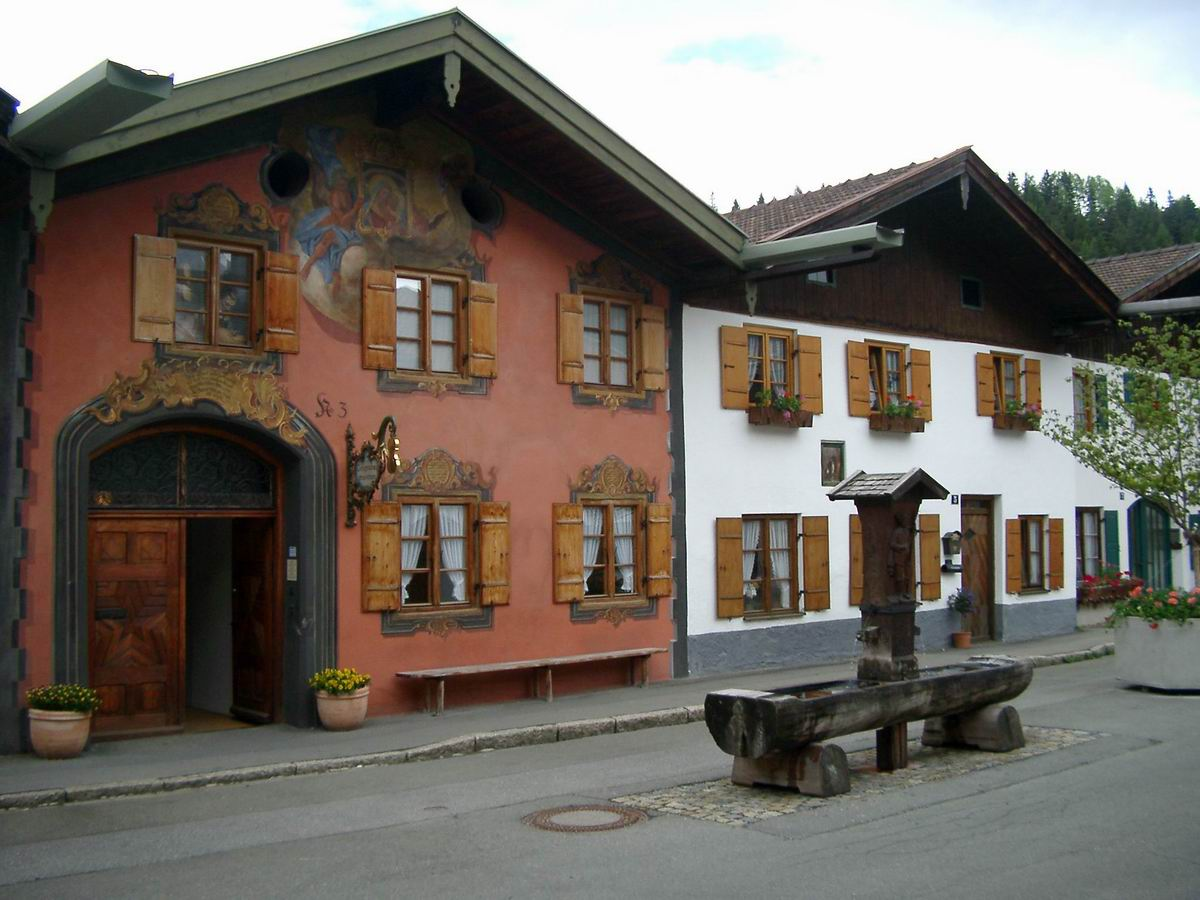
Geigenbaumuseum

Die Gemeinde gilt, neben dem Musikwinkel im sächsischen Vogtland, als das bedeutendste deutsche Zentrum des Streich- und Zupfinstrumentenbaus unserer Zeit. Die Mittenwalder können in diesem Bereich auf eine über 300-jährige Tradition zurückblicken, als deren Begründer Matthias Klotz (1653–1743) gilt. Heute gibt es in Mittenwald ca. 10 selbständige Geigenbaumeister. Außerdem gibt es die Staatliche Musikinstrumentenbauschule Mittenwald mit ca. 45 Schülern in 7 Semestern. Sie wurde 1858 durch die Regierung von Bayern unter König Maximilian II. zur Ausbildung der sogenannten Heimarbeiter gegründet, die Geigenteile herstellten, die dann bei den Verlegern zusammengebaut und in die ganze Welt verkauft wurden. Durch diese Einzelteilanfertigung waren die Geigenbauer nicht mehr in der Lage, ein ganzes Instrument zu bauen. Zusätzlich besteht an der Geigenbauschule seit 1980 ein Zweig für Zupfinstrumentenmacher.
Aktuell gibt es an der Berufsschule und an der Berufsfachschule folgende Zweige:
- Geigenbau
- Metallblasinstrumentenbau
- Zupfinstrumentenbau
- Bogenbau[50]
- Holzblasinstrumentenbau
- Musikfachhändler[51]

Wer alte Mittenwalder Instrumente ansehen möchte, kann das Geigenbaumuseum in der Ballenhausgasse besichtigen. Es wurde am 16. April 2005 nach Renovierung und Umgestaltung wieder eröffnet.
In Mittenwald siedelten sich nie nennenswert Industrie- und Großbetriebe an. Zudem ist in letzter Zeit ein vermehrtes Abwandern vorhandener Betriebe zu erkennen. So kehrte die Firma GEWA (Musikinstrumente und Zubehör) 2010 an den Ort ihrer Gründung nach Adorf im Vogtland zurück. Dokumental (frühere Mittenwald Chemie) produziert nach der Fusion seit 1992 mit Teilen am Hauptsitz in Ludwigshafen und weiter mit Teilen nach wie vor am Ort. Diese Veränderungen und der Abbau der Standortverwaltung (Bundeswehr) entzogen dem Ort das zweite Standbein neben dem Tourismus. Bislang waren die Bemühungen, den Ort als Standort der Gebirgstruppe im Kern zu erhalten, erfolgreich. Touristisch wurden durch die Etablierung des BIKE-Transalp-Mountainbikerennens von Mittenwald nach Riva del Garda (Gardasee) und des am 24. Juli 2005 eröffneten DSV Nordic-Walking-Aktiv-Zentrums neue Akzente gesetzt.

## Verkehr
Durch das Gemeindegebiet und östlich am Hauptort vorbei führt die Bundesstraße 2. Im Norden zweigt die B 11 nach Krün ab.

### Bahnverkehr
Mittenwald (DS100: MMW) verfügt über den letzten/ersten Bahnhof in Deutschland an der Bahnstrecke Innsbruck–Garmisch-Partenkirchen (Mittenwaldbahn). Südlich von Mittenwald folgt der österreichische Bahnhof Scharnitz, nördlich liegt als Nächstes der Bahnhof Klais. Der Streckenverlauf von Mittenwald bis Scharnitz liegt direkt parallel zur B2. Zwischen dem Bahnhof Mittenwald und dem Bahnhof Scharnitz liegt auf Bahnkilometer 123,527 an der Grenze zwischen Deutschland und Österreich der Grenzpunkt Mittenwald Grenze, der auch den Wechsel der Zuständigkeit zwischen den Eisenbahninfrastrukturunternehmen DB Netz und ÖBB-Infrastruktur kennzeichnet.
Stündlich besteht mit den Regionalzügen der Werdenfelsbahn eine Verbindung nach München Hbf über Garmisch-Partenkirchen, Weilheim in Oberbayern und Tutzing. Zweistündlich verkehrt ein Regionalzug von München Hauptbahnhof nach Innsbruck Hauptbahnhof über Seefeld in Tirol, Reith, Leithen, Hochzirl und Innsbruck Westbahnhof. Seit Januar 2010 ist er außerdem ICE-Halt und damit der höchstgelegene ICE-Bahnhof Deutschlands. Nach einer zwischenzeitlichen Einstellung der Verbindungen 2018 verkehren inzwischen nur noch sonntags jeweils ein Zugpaar des ICE Karwendel nach Dortmund bzw. Innsbruck. Der Bahnhof wurde für die Alpinen Skiweltmeisterschaften 2011 modernisiert, mit einer Unterführung versehen und erhielt 76 cm hohe Bahnsteige. Damit wurde auch eine mobile Einstiegshilfe für die ICE-Züge hinfällig. Das Empfangsgebäude wurde an eine Gesellschaft verkauft, die es zu einem Bürgerbahnhof umgestalten wollte. 2012 übernahm die ortsansässige Familie Schwind mit der Schwind GmbH den Gesamtkomplex und vereinte dort in drei Gebäuden Bahnhof, Bistro, Ärztehaus, Apotheke, Bike-Shop und das Zoll-Ski-Team.

### Busverkehr
Folgende Regionalbuslinien halten am bzw. in der Nähe des Bahnhofs:
| Linie | Linienbetreiber  | Linienverlauf                                                                                             |
| ----- | ---------------- | --- |
| 9608  | DB Oberbayernbus | Garmisch-Partenkirchen Post/Bf – Klais – Mittenwald – Krün – Wallgau – Kochel am See                      |
| 431   | regioBus Tirol   | Seefeld/Tirol – Gießenbach – Scharnitz – Mittenwald – Leutasch – Seefeld/Tirol – Reith – Leithen          |
| 432   | regioBus Tirol   | Leithen – Reith – Seefeld/Tirol – Leutasch – Mittenwald – Scharnitz – Gießenbach – Seefeld/Tirol          |
| 4608  | Fa. Taxi Schütz  | Elmau-Bus: Wallgau – Krün – Mittenwald – Klais – Elmau                                                    |
| 040   | Flixbus          | Innsbruck – Seefeld (Rosshütte) – Garmisch-Partenkirchen – ZOB München (Hackerbrücke) – Flughafen München |

## Kultur und Sehenswürdigkeiten

### Brauchtum

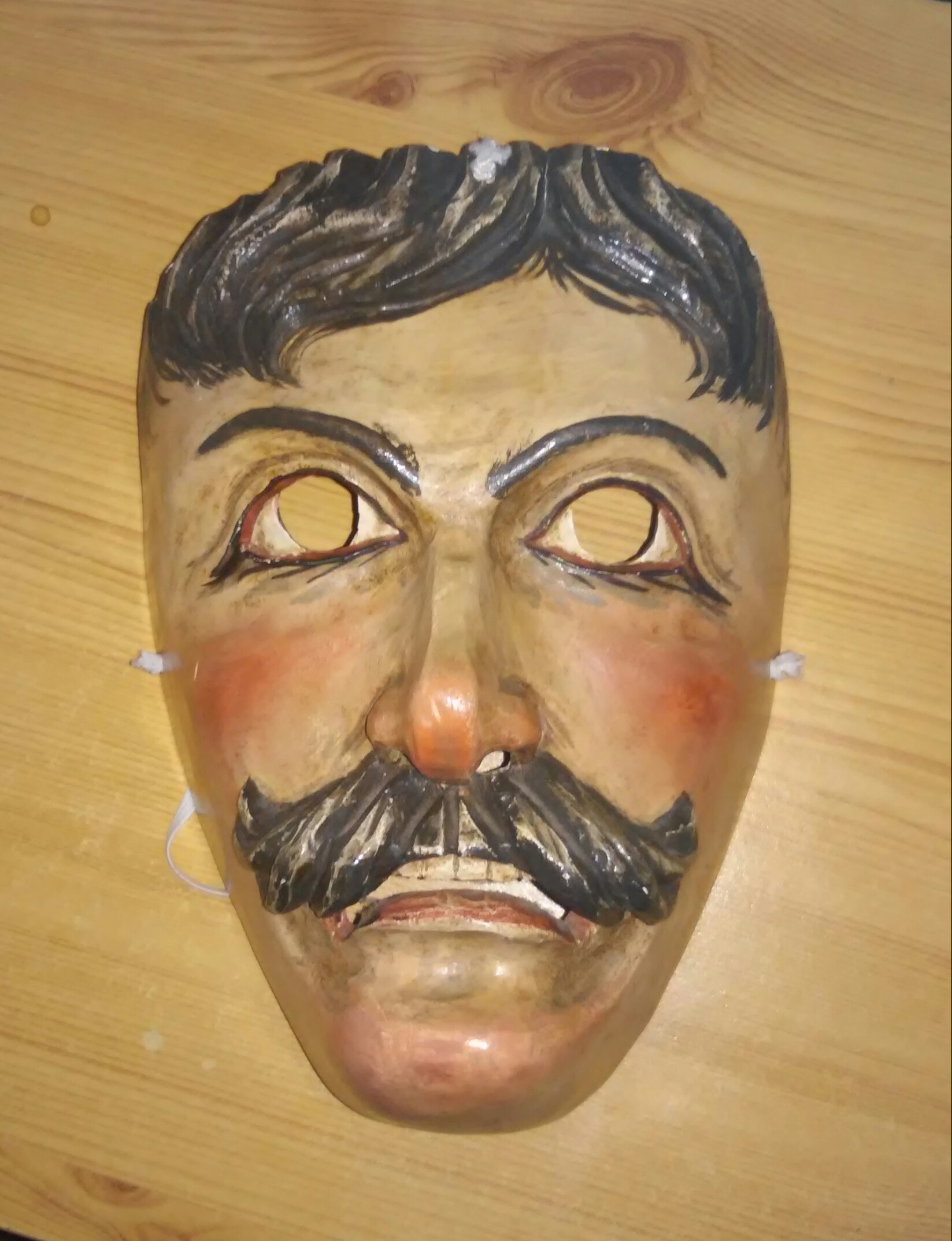
Mittenwalder Holzlarve

Fester Bestandteil der Brauchtumspflege sind die in Vereinen organisierte Musikkapelle, der Trachtenverein, der historische Spielmannszug, die Gebirgsschützen und diverse kirchliche Gruppen, die eigene Feste veranstalten und an allgemeinen Festen und Umzügen teilnehmen. Darüber hinaus gibt es recht urige Vereine wie die „Schoferer“ (Schafzüchterverein) oder die Fingerhakler.
Der MGV Karwendelchor Mittenwald v. 1886 e. V. unterhält schon viele Jahre Einheimische und Kurgäste mit ihrem alpenländischen Liedergut.
Wie im gesamten Alpenraum ist auch in Mittenwald der Fasching eine besondere Zeit. Dann leben die „Maschkera“ (die Maskierten) auf, die Schellenrührer, Jackelschutzer, Goaßlschnoizer, Pfannenzieher, Untersberger Mandl, Angler, Teufels- und Bärentreiber, die auf den Straßen und in den Gaststätten zu finden sind. Die zugehörigen Utensilien, vor allem die sehr individuellen Holzlarven (es gibt keine zwei gleichen), sind in Familienbesitz und werden oft seit Jahrzehnten, wenn nicht Jahrhunderten weitergegeben. Abends gibt es in den traditionellen Gaststätten gemütliche Abendveranstaltungen (Gungeln) mit Musik und Tanz.
Der „Bozner Markt“ ist ein historischer Handels- und Handwerkermarkt, der in Mittenwald seit 1987 alle fünf Jahre für jeweils neun Tage stattfindet. Er soll an die Blütezeit des Ortes erinnern, als von 1487 bis 1679 der Markt wegen des Kriegs mit der Republik Venedig von Bozen nach Mittenwald verlegt wurde. In der Folge wurde Mittenwald für fast 200 Jahre zu einem wichtigen Umschlagplatz für den Warenverkehr zwischen dem Süden und Norden.

### Sehenswürdigkeiten

#### Im Ort

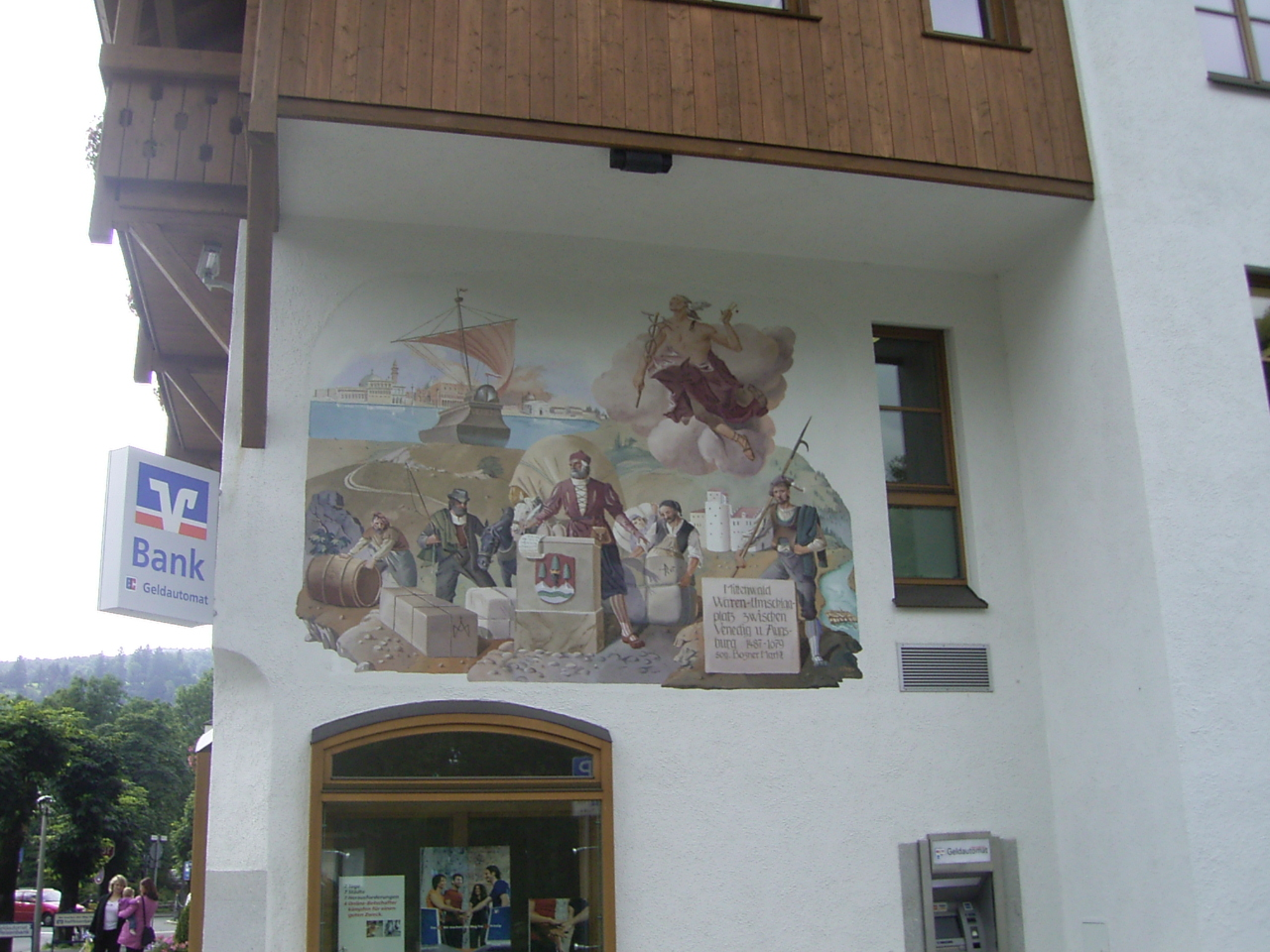
Gebäude der Raiffeisenbank mit Lüftlmalerei

- Lüftlmalerei an Häusern (Hornsteiner Haus, Hoglhaus, Neunerhaus, Schlipferhaus)
- Katholische Pfarrkirche St. Peter und Paul, die ursprünglich gotische Kirche wurde 1740 vom Wessobrunner Künstler Joseph Schmuzer barockisiert. Deckengemälde und Ausstattung von Matthäus Günther, geschnitzte Madonna von 1500.
- Geigenbaumuseum, Ballenhausgasse 3. Das Museum thematisiert die geschichtliche Entwicklung und die wirtschaftliche sowie kunsthandwerkliche Bedeutung des Streich- und Zupfinstrumentenbaues in Mittenwald.[62]
- Staatliche Berufs- und Berufsfachschule Mittenwald für Musikinstrumentenbau, Schöttlkarstraße 17 Mittenwald.
- Die Brauerei Mittenwald existiert seit 1808. Eine Führung durch die Brauerei ist möglich.[63]

#### In der Umgebung

Die Westliche Karwendelspitze vom Bahnhof aus im frühen Abendlicht

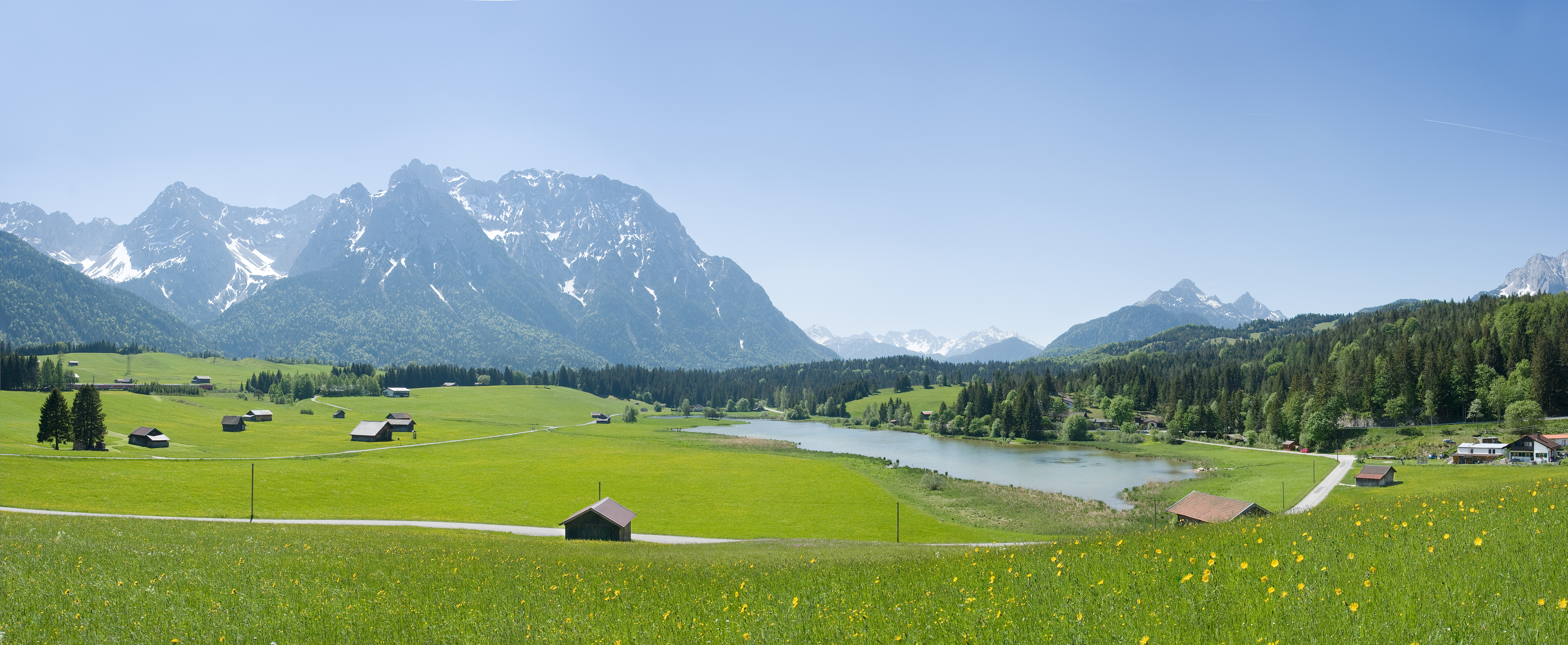
Schmalensee

- Seen: Ferchensee, Lautersee, Wildensee, Luttensee, Schmalensee
- Berge: Westliche Karwendelspitze mit Mittenwalder Höhenweg, Mittenwalder Hütte, Hoher Kranzberg
- Isarursprung
- Die Schluchten Leutaschklamm („Geisterklamm“) und Partnachklamm
- Denkmal für die Teilnehmer des Sluzker Aufstands und russisch-orthodoxe Kapelle (nicht öffentlich zugänglich) östlich der Luttensee-Kaserne

## Persönlichkeiten

### Söhne und Töchter
- Matthias Klotz (1653–1743), Begründer des Geigenbaus in Mittenwald
- Georg Klotz (1687–1737), Geigenbauer
- Sebastian Klotz (1696–1775), Geigenbauer
- Johann Georg Dieffenbrunner (1718–1785), Freskomaler
- Aegidius Klotz (1733–1805), Geigenbauer und Rat des Marktes
- Franz Karner (1738–1817), Lüftlmaler
- Aegidius Jais (1750–1822), Benediktinerpater, römisch-katholischer Theologe und Hochschullehrer
- Joseph Baader (1812–1884), Historiker und Archivar
- Johann Neuner (1914–1991), Politiker, Bürgermeister und Mitglied des Bayerischen Landtags
- Anton Kreuzer (1929–2010), Jurist, Präsident des Oberlandesgerichts Bamberg
- Hermann Rieger (1941–2014), Physiotherapeut beim Hamburger SV
- Uwe Neuhaus (* 1942), Künstler, Maler
- Wolfgang Lindner (* 1943), österreichischer Chemiker und Hochschullehrer

### Mit Bezug zum Ort
- Victoria zu Bentheim und Steinfurt (1887–1961), Architektin, lebte in Mittenwald
- Johann Maier (1933–2019), österreichischer Judaist, Theologe und Hochschullehrer, verstorben in Mittenwald
- Hermann Giefer (* 1947), Schauspieler, lebt in Mittenwald
- Michael Lochner (* 1952), 1973–1983 Kantor in Mittenwald; später bayerischer evangelischer Landeskirchenmusikdirektor und Hochschulprofessor
- Martina Beck (* 1979), deutsche Biathletin, in Mittenwald aufgewachsen
- Thomas Dreßen (* 1993), deutscher Skirennläufer, in Mittenwald aufgewachsen
- Selina Grotian (* 2004), deutsche Biathletin, in Mittenwald aufgewachsen